# Kreba-Neudorf
Kreba-Neudorf là một đô thị trong huyện Görlitz, bang tự do Sachsen, nước Đức. Đô thị Kreba-Neudorf có diện tích 31,62 km², dân số thời điểm ngày 31 tháng 12 năm 2005 là 1039 người.

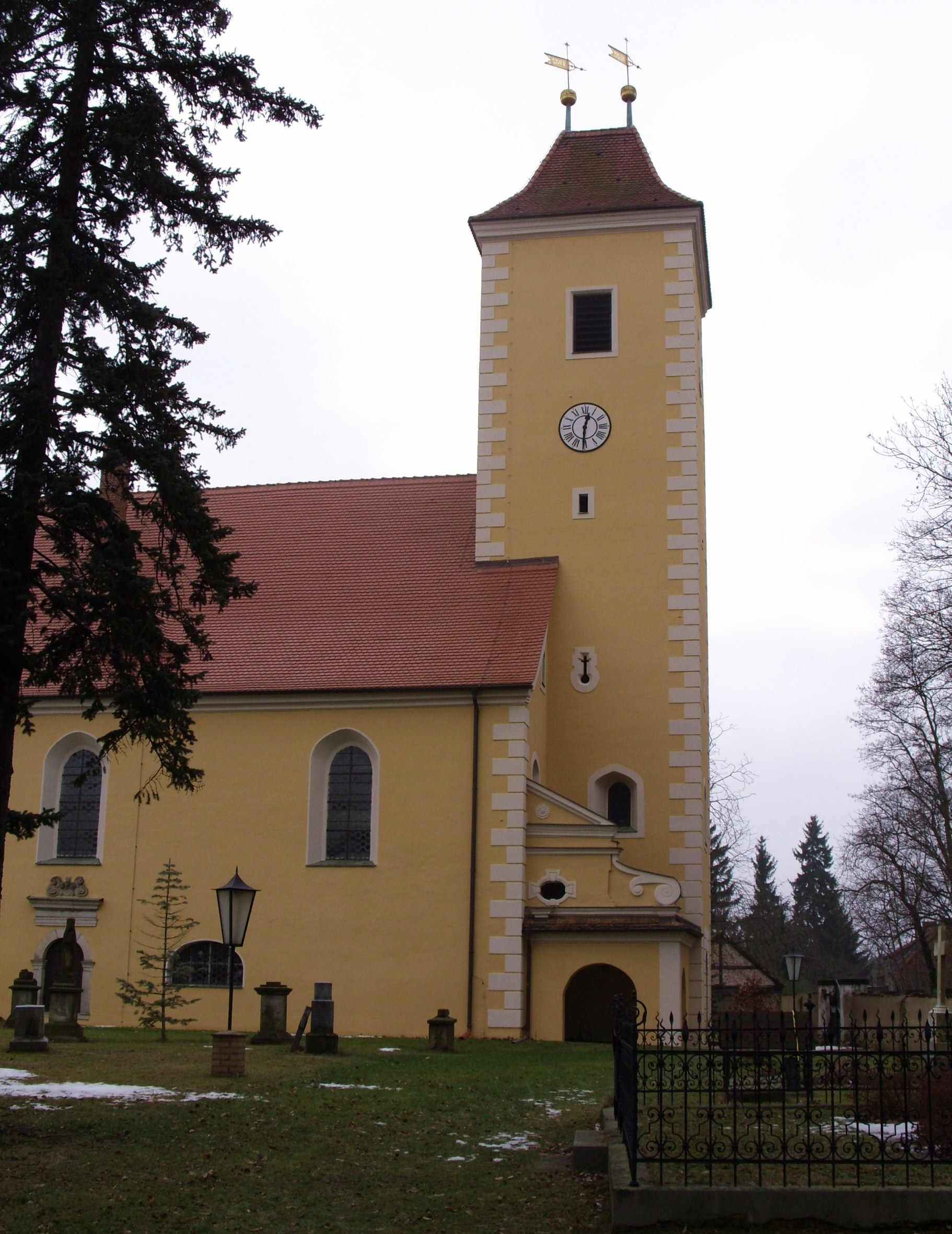
Giáo đường ở Kreba